# Fußball-Europameisterschaft 2012/Gruppe C
| Pl. | Land     | Sp. | S | U | N | Tore    | Diff. | Punkte |
| --- | -------- | --- | - | - | - | ------- | ----- | ------ |
| 1.  | Spanien  | 3   | 2 | 1 | 0 | 006:100 | +5    | 07     |
| 2.  | Italien  | 3   | 1 | 2 | 0 | 004:200 | +2    | 05     |
| 3.  | Kroatien | 3   | 1 | 1 | 1 | 004:300 | +1    | 04     |
| 4.  | Irland   | 3   | 0 | 0 | 3 | 001:900 | −8    | 0      |

Gruppe C der Fußball-Europameisterschaft 2012:

## Spanien – Italien 1:1 (0:0)
| Spanien                                                 | Spanien | Italien | Italien | Aufstellung                       |
| ------------------------------------------------------- | --- | --- | ------- | --------------------------------- |
| Spanien                                                 | \| 1. Spieltag \| \| 10. Juni 2012 um 18:00 Uhr in Danzig (PGE Arena Gdańsk) \| \| Zuschauer: 38.869 \| \| Schiedsrichter: Viktor Kassai ( Ungarn) \| \| Spielbericht \|                                                         | \| 1. Spieltag \| \| 10. Juni 2012 um 18:00 Uhr in Danzig (PGE Arena Gdańsk) \| \| Zuschauer: 38.869 \| \| Schiedsrichter: Viktor Kassai ( Ungarn) \| \| Spielbericht \| | Italien | Aufstellung Spanien gegen Italien |
| Spanien                                                 | Iker Casillas – Álvaro Arbeloa, Gerard Piqué, Sergio Ramos, Jordi Alba – Xavi, Sergio Busquets, Xabi Alonso – David Silva (64. Jesús Navas), Cesc Fàbregas (74. Fernando Torres), Andrés Iniesta Cheftrainer: Vicente del Bosque | Gianluigi Buffon – Giorgio Chiellini, Daniele De Rossi, Leonardo Bonucci – Emanuele Giaccherini, Claudio Marchisio, Andrea Pirlo, Thiago Motta (90. Antonio Nocerino), Christian Maggio – Antonio Cassano (65. Sebastian Giovinco), Mario Balotelli (56. Antonio Di Natale) Cheftrainer: Cesare Prandelli | Italien | Aufstellung Spanien gegen Italien |
| Spanien                                                 | 1:1 Fàbregas (64.) | 0:1 Di Natale (60.) | Italien | Aufstellung Spanien gegen Italien |
| Spanien                                                 | Alba (66.), Arbeloa (84.), Torres (84.) | Balotelli (37.), Bonucci (66.), Chiellini (79.), Maggio (89.) | Italien | Aufstellung Spanien gegen Italien |
| Spanien                                                 | Spieler des Spiels: Andrés Iniesta (Spanien) | | Italien | Aufstellung Spanien gegen Italien |
| 1. Spieltag                                             | | |         |                                   |
| 10. Juni 2012 um 18:00 Uhr in Danzig (PGE Arena Gdańsk) | | |         |                                   |
| Zuschauer: 38.869                                       | | |         |                                   |
| Schiedsrichter: Viktor Kassai ( Ungarn)                 | | |         |                                   |
| Spielbericht                                            | | |         |                                   |

## Irland – Kroatien 1:3 (1:2)
| Irland                                                    | Irland | Kroatien | Kroatien | Aufstellung                       |
| --------------------------------------------------------- | --- | --- | -------- | --------------------------------- |
| Irland                                                    | \| 1. Spieltag \| \| 10. Juni 2012 um 20:45 Uhr in Posen (Städtisches Stadion) \| \| Zuschauer: 39.550 \| \| Schiedsrichter: Björn Kuipers ( Niederlande) \| \| Spielbericht \|                                                                                  | \| 1. Spieltag \| \| 10. Juni 2012 um 20:45 Uhr in Posen (Städtisches Stadion) \| \| Zuschauer: 39.550 \| \| Schiedsrichter: Björn Kuipers ( Niederlande) \| \| Spielbericht \|                                                                                             | Kroatien | Aufstellung Irland gegen Kroatien |
| Irland                                                    | Shay Given – John O’Shea, Sean St. Ledger, Richard Dunne, Stephen Ward – Damien Duff, Keith Andrews, Glenn Whelan, Aiden McGeady (54. Simon Cox) – Robbie Keane (74. Shane Long), Kevin Doyle (54. Jonathan Walters) Cheftrainer: Giovanni Trapattoni ( Italien) | Stipe Pletikosa – Ivan Strinić, Gordon Schildenfeld, Vedran Ćorluka, Darijo Srna – Ognjen Vukojević, Ivan Perišić (89. Eduardo da Silva), Luka Modrić, Ivan Rakitić (90. Tomislav Dujmović) – Nikica Jelavić (72. Niko Kranjčar), Mario Mandžukić Cheftrainer: Slaven Bilić | Kroatien | Aufstellung Irland gegen Kroatien |
| Irland                                                    | 1:1 St. Ledger (19.) | 0:1 Mandžukić (3.) 1:2 Jelavić (43.) 1:3 Mandžukić (48.) | Kroatien | Aufstellung Irland gegen Kroatien |
| Irland                                                    | Andrews (45.) | Modrić (53.), Kranjčar (84.) | Kroatien | Aufstellung Irland gegen Kroatien |
| Irland                                                    | Spieler des Spiels: Mario Mandžukić (Kroatien) | | Kroatien | Aufstellung Irland gegen Kroatien |
| 1. Spieltag                                               | | |          |                                   |
| 10. Juni 2012 um 20:45 Uhr in Posen (Städtisches Stadion) | | |          |                                   |
| Zuschauer: 39.550                                         | | |          |                                   |
| Schiedsrichter: Björn Kuipers ( Niederlande)              | | |          |                                   |
| Spielbericht                                              | | |          |                                   |

## Italien – Kroatien 1:1 (1:0)
| Italien                                                   | Italien | Kroatien | Kroatien | Aufstellung                        |
| --------------------------------------------------------- | --- | --- | -------- | ---------------------------------- |
| Italien                                                   | \| 2. Spieltag \| \| 14. Juni 2012 um 18:00 Uhr in Posen (Städtisches Stadion) \| \| Zuschauer: 37.096 \| \| Schiedsrichter: Howard Webb ( England) \| \| Spielbericht \| | \| 2. Spieltag \| \| 14. Juni 2012 um 18:00 Uhr in Posen (Städtisches Stadion) \| \| Zuschauer: 37.096 \| \| Schiedsrichter: Howard Webb ( England) \| \| Spielbericht \| | Kroatien | Aufstellung Italien gegen Kroatien |
| Italien                                                   | Gianluigi Buffon – Giorgio Chiellini, Daniele De Rossi, Leonardo Bonucci – Thiago Motta (62. Riccardo Montolivo), Andrea Pirlo, Claudio Marchisio – Emanuele Giaccherini, Christian Maggio – Antonio Cassano (83. Sebastian Giovinco), Mario Balotelli (69. Antonio Di Natale) Cheftrainer: Cesare Prandelli | Stipe Pletikosa – Darijo Srna , Vedran Ćorluka, Gordon Schildenfeld, Ivan Strinić – Ivan Rakitić, Ognjen Vukojević, Luka Modrić, Ivan Perišić (68. Danijel Pranjić) – Nikica Jelavić (83. Eduardo da Silva), Mario Mandžukić (90.+4' Niko Kranjčar) Cheftrainer: Slaven Bilić | Kroatien | Aufstellung Italien gegen Kroatien |
| Italien                                                   | 1:0 Pirlo (39.) | 1:1 Mandžukić (72.) | Kroatien | Aufstellung Italien gegen Kroatien |
| Italien                                                   | Motta (56.), Montolivo (80.) | Schildenfeld (86.) | Kroatien | Aufstellung Italien gegen Kroatien |
| Italien                                                   | Spieler des Spiels: Andrea Pirlo (Italien) | | Kroatien | Aufstellung Italien gegen Kroatien |
| 2. Spieltag                                               | | |          |                                    |
| 14. Juni 2012 um 18:00 Uhr in Posen (Städtisches Stadion) | | |          |                                    |
| Zuschauer: 37.096                                         | | |          |                                    |
| Schiedsrichter: Howard Webb ( England)                    | | |          |                                    |
| Spielbericht                                              | | |          |                                    |

## Spanien – Irland 4:0 (1:0)
| Spanien                                                 | Spanien | Irland | Irland | Aufstellung                      |
| ------------------------------------------------------- | --- | --- | ------ | -------------------------------- |
| Spanien                                                 | \| 2. Spieltag \| \| 14. Juni 2012 um 20:45 Uhr in Danzig (PGE Arena Gdańsk) \| \| Zuschauer: 39.150 \| \| Schiedsrichter: Pedro Proença ( Portugal) \| \| Spielbericht \|                                                                             | \| 2. Spieltag \| \| 14. Juni 2012 um 20:45 Uhr in Danzig (PGE Arena Gdańsk) \| \| Zuschauer: 39.150 \| \| Schiedsrichter: Pedro Proença ( Portugal) \| \| Spielbericht \|                                                                                         | Irland | Aufstellung Spanien gegen Irland |
| Spanien                                                 | Iker Casillas – Álvaro Arbeloa, Sergio Ramos, Gerard Piqué, Jordi Alba – Xabi Alonso (65. Javi Martínez), Sergio Busquets, Xavi – Andrés Iniesta (80. Santi Cazorla), Fernando Torres (74. Cesc Fàbregas), David Silva Cheftrainer: Vicente del Bosque | Shay Given – John O’Shea, Sean St. Ledger, Richard Dunne, Stephen Ward – Damien Duff (76. James McClean), Keith Andrews, Glenn Whelan (80. Paul Green), Aiden McGeady – Simon Cox (46. Jonathan Walters), Robbie Keane Cheftrainer: Giovanni Trapattoni ( Italien) | Irland | Aufstellung Spanien gegen Irland |
| Spanien                                                 | 1:0 Torres (4.) 2:0 Silva (49.) 3:0 Torres (70.) 4:0 Fàbregas (83.) | | Irland | Aufstellung Spanien gegen Irland |
| Spanien                                                 | Alonso (54.), Martínez (76.) | Keane (36.), Whelan (45.+1'), St. Ledger (84.) | Irland | Aufstellung Spanien gegen Irland |
| Spanien                                                 | Spieler des Spiels: Fernando Torres (Spanien) | | Irland | Aufstellung Spanien gegen Irland |
| 2. Spieltag                                             | | |        |                                  |
| 14. Juni 2012 um 20:45 Uhr in Danzig (PGE Arena Gdańsk) | | |        |                                  |
| Zuschauer: 39.150                                       | | |        |                                  |
| Schiedsrichter: Pedro Proença ( Portugal)               | | |        |                                  |
| Spielbericht                                            | | |        |                                  |

## Kroatien – Spanien 0:1 (0:0)
| Kroatien                                                | Kroatien | Spanien | Spanien | Aufstellung                        |
| ------------------------------------------------------- | --- | --- | ------- | ---------------------------------- |
| Kroatien                                                | \| 3. Spieltag \| \| 18. Juni 2012 um 20:45 Uhr in Danzig (PGE Arena Gdańsk) \| \| Zuschauer: 39.076 \| \| Schiedsrichter: Wolfgang Stark ( Deutschland) \| \| Spielbericht \|                                                                                             | \| 3. Spieltag \| \| 18. Juni 2012 um 20:45 Uhr in Danzig (PGE Arena Gdańsk) \| \| Zuschauer: 39.076 \| \| Schiedsrichter: Wolfgang Stark ( Deutschland) \| \| Spielbericht \|                                                                        | Spanien | Aufstellung Kroatien gegen Spanien |
| Kroatien                                                | Stipe Pletikosa – Domagoj Vida (66. Nikica Jelavić), Vedran Ćorluka, Gordon Schildenfeld, Ivan Strinić – Ognjen Vukojević (81. Eduardo da Silva), Ivan Rakitić – Darijo Srna , Luka Modrić, Danijel Pranjić (66. Ivan Perišić) – Mario Mandžukić Cheftrainer: Slaven Bilić | Iker Casillas – Álvaro Arbeloa, Sergio Ramos, Gerard Piqué, Jordi Alba – Xabi Alonso, Sergio Busquets, Xavi (89. Álvaro Negredo) – Andrés Iniesta, Fernando Torres (61. Jesús Navas), David Silva (73. Cesc Fàbregas) Cheftrainer: Vicente del Bosque | Spanien | Aufstellung Kroatien gegen Spanien |
| Kroatien                                                | 0:1 Navas (88.) | | Spanien | Aufstellung Kroatien gegen Spanien |
| Kroatien                                                | Ćorluka (27.), Srna (44.), Strinić (53.), Mandžukić (90.), Jelavić (90.+2'), Rakitić (90.+3') | | Spanien | Aufstellung Kroatien gegen Spanien |
| Kroatien                                                | Spieler des Spiels: Andrés Iniesta (Spanien) | | Spanien | Aufstellung Kroatien gegen Spanien |
| 3. Spieltag                                             | | |         |                                    |
| 18. Juni 2012 um 20:45 Uhr in Danzig (PGE Arena Gdańsk) | | |         |                                    |
| Zuschauer: 39.076                                       | | |         |                                    |
| Schiedsrichter: Wolfgang Stark ( Deutschland)           | | |         |                                    |
| Spielbericht                                            | | |         |                                    |

## Italien – Irland 2:0 (1:0)
| Italien                                                   | Italien | Irland | Irland | Aufstellung                      |
| --------------------------------------------------------- | --- | --- | ------ | -------------------------------- |
| Italien                                                   | \| 3. Spieltag \| \| 18. Juni 2012 um 20:45 Uhr in Posen (Städtisches Stadion) \| \| Zuschauer: 38.794 \| \| Schiedsrichter: Cüneyt Çakır ( Türkei) \| \| Spielbericht \| | \| 3. Spieltag \| \| 18. Juni 2012 um 20:45 Uhr in Posen (Städtisches Stadion) \| \| Zuschauer: 38.794 \| \| Schiedsrichter: Cüneyt Çakır ( Türkei) \| \| Spielbericht \|                                                                                        | Irland | Aufstellung Italien gegen Irland |
| Italien                                                   | Gianluigi Buffon – Ignazio Abate, Giorgio Chiellini (57. Leonardo Bonucci), Andrea Barzagli, Federico Balzaretti – Andrea Pirlo – Claudio Marchisio, Daniele De Rossi, Thiago Motta – Antonio Cassano (63. Alessandro Diamanti), Antonio Di Natale (74. Mario Balotelli) Cheftrainer: Cesare Prandelli | Shay Given – Sean St. Ledger, Stephen Ward, John O’Shea, Richard Dunne – Glenn Whelan, Aiden McGeady (65. Shane Long), Keith Andrews, Kevin Doyle (76. Jonathan Walters), Damien Duff – Robbie Keane (86. Simon Cox) Cheftrainer: Giovanni Trapattoni ( Italien) | Irland | Aufstellung Italien gegen Irland |
| Italien                                                   | 1:0 Cassano (35.) 2:0 Balotelli (90.) | | Irland | Aufstellung Italien gegen Irland |
| Italien                                                   | Balzaretti (28.), De Rossi (71.), Buffon (73.) | Andrews (37.), O’Shea (39.), St. Ledger (84.) | Irland | Aufstellung Italien gegen Irland |
| Italien                                                   | Andrews (89.) | | Irland | Aufstellung Italien gegen Irland |
| Italien                                                   | Spieler des Spiels: Antonio Cassano (Italien) | | Irland | Aufstellung Italien gegen Irland |
| 3. Spieltag                                               | | |        |                                  |
| 18. Juni 2012 um 20:45 Uhr in Posen (Städtisches Stadion) | | |        |                                  |
| Zuschauer: 38.794                                         | | |        |                                  |
| Schiedsrichter: Cüneyt Çakır ( Türkei)                    | | |        |                                  |
| Spielbericht                                              | | |        |                                  |